# Газа (провинция)
Вижте пояснителната страница за други значения на Газа.
Газа (на португалски: Gaza) е провинция в Мозамбик. Намира се в южната част на страната. Площта ѝ е 75 709 км2 и има население 1 388 039 души (по преброяване от август 2017 г.). Град Шай Шай е столица на провинцията. Съставена е от 11 района, някои от които са Мабалане, Билене Масия и др.